# آ عروقية
آ عروقية (الاسم العلمي: Aa nervosa) هو نوع، في جنس آ.